# Takuya Wada
Takuya Wada (jap. 和田 拓也; * 28. Juli 1990 in der Kanagawa) ist ein japanischer Fußballspieler.

## Karriere
Takuya Wada erlernte das Fußballspielen in der Schulmannschaft der Fujisawa Meiji Soccer Sports Shonendan sowie in der Jugendmannschaft von Tokyo Verdy in Tokio. Bei dem in der J2 League spielenden Club unterschrieb er 2009 auch seinen ersten Profivertrag. Bis 2012 absolvierte er 74 Zweitligaspiele. 2013 wechselte er zu Vegalta Sendai. Der Club aus Sendai spielte in der ersten Liga, der J1 League. Im August des gleichen Jahres unterschrieb er einen Vertrag beim Ligakonkurrenten Ōmiya Ardija in Saitama. 2014 musste er mit dem Club den Weg in die Zweitklassigkeit antreten. Ein Jahr später erfolgte der direkte Wiederaufstieg in die erste Liga. Nach 109 Spielen für Ōmiya wechselte er 2018 zum ebenfalls in der ersten Liga spielenden Sanfrecce Hiroshima nach Hiroshima. 2018 wurde er mit Hiroshima Vizemeister. Die Saison 2019 wurde er an den Erstligisten Yokohama F. Marinos ausgeliehen. Mit dem Club aus Yokohama wurde er 2019 japanischer Fußballmeister. Nach Vertragsende in Hiroshima wurde er im Februar 2020 von den Marinos fest unter Vertrag genommen. Von 2020 bis 2021 spielte er 24-mal für die Marions in der ersten Liga. Im Januar 2022 wechselte er nach Yokohama zum Erstligaabsteiger Yokohama FC. Am Ende der Saison 2022 feierte er mit Yokohama die Vizemeisterschaft der zweiten Liga und den Aufstieg in die erste Liga. Am Ende der Saison 2023 musste er mit Yokohama als Tabellenletzter wieder in die zweite Liga absteigen. Nach insgesamt 73 Ligaspielen wechselte er im Juli 2024 zum Drittligisten Ōmiya Ardija. Am Ende der Saison 2024 feierte er mit dem Verein die Drittligameisterschaft und den Aufstieg in die zweite Liga.

## Erfolge
Ōmiya Ardija
- Japanischer Zweitligameister: 2015  ▲

Sanfrecce Hiroshima
- Japanischer Vizemeister: 2018

Yokohama F. Marinos
- Japanischer Meister: 2019

Yokohama FC
- Japanischer Zweitligavizemeister: 2022  ▲

Ōmiya Ardija
- Japanischer Drittligameister: 2024